# Imprimatur

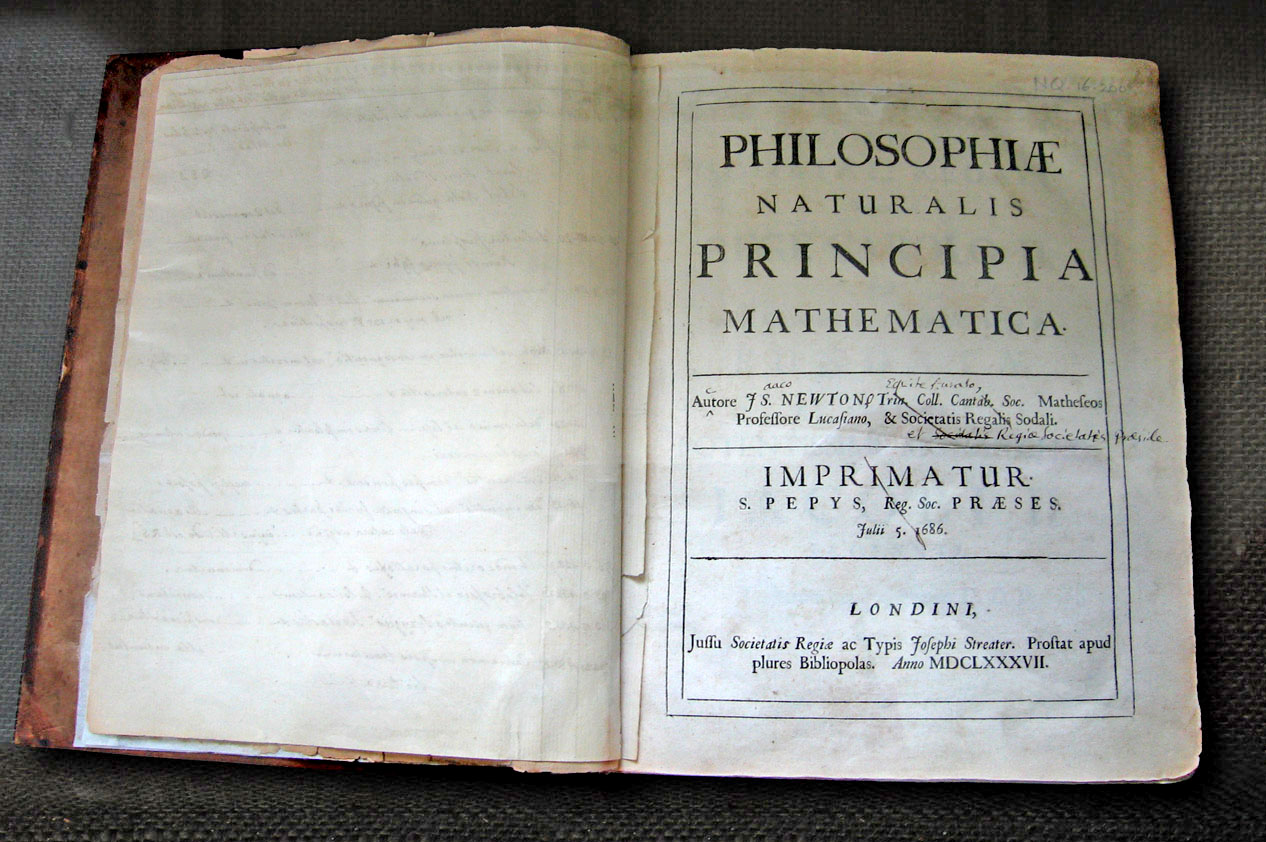
Newtonova Philosophiae Naturalis Principia Mathematica s imprimatur Samuela Pepyse, tehdejšího předsedy Královské učené společnosti

Imprimatur (lat. ať se tiskne) znamená v typografii písemný souhlas zákazníka se zahájením tisku. Imprimatur musí obsahovat datum, čas a podpis zákazníka. V historii znamenalo imprimatur také souhlas státní nebo církevní cenzury.

## Cenzura
V raném novověku si tiskař nebo nakladatel musel vyžádat k tisku panovnické privilegium, které zároveň zajišťovalo jakousi ochranu jeho práv. Když se knihtisk po Evropě více rozšířil, zavedla církev i řada států cenzuru, to jest povinnost tiskaře nebo nakladatele předkládat texty ke schválení. Cenzura mohla mít i několik stupňů, kde se schválení označovalo latinskými slovy nihil obstat (nic nepřekáží), imprimi potest (může se tisknout) a konečně imprimatur. Až do poloviny 20. století byli katoličtí teologové zavázáni, aby svá díla předkládali církevní cenzuře.
Od Druhého vatikánského koncilu se církevní imprimatur uděluje jen na vyžádání autora nebo nakladatele. I když předběžná cenzura byla ve většině zemí v 19. a ve 20. století zrušena, slovo imprimatur se dále používá jako souhlas zadavatele s náhledem a uvolnění k tisku. Tímto souhlasem zadavatel potvrzuje, že text odpovídá jeho požadavkům.

## Metaforický význam
V metafoře se slovo imprimatur používá pro schválení či potvrzení nějakého názoru či rozhodnutí, obvykle nějakou autoritou.